# Wilhelm Hartel (Mediziner)
Wilhelm Hartel (* 29. April 1930 in Opladen) ist ein deutscher Chirurg und Sanitätsoffizier.

## Leben
Wilhelm Hartel studierte ab 1950 Medizin an der Rheinischen Friedrich-Wilhelms-Universität Bonn und der Universität Innsbruck. 1956 wurde er in Bonn zum Dr. med. promoviert. 1957 wurde er von der Regierung in Düsseldorf approbiert. Die chirurgische Ausbildung begann er 1956/57 am Harper University Hospital in Detroit. Nach zwei Jahren am Augustinus Krankenhaus Dormagen war er 1959/60 in der Inneren Abteilung des Kreiskrankenhauses in Wangen im Allgäu. 1960 ging er nach Frankfurt am Main. Nach drei Jahren bei Rudolf Geißendörfer im Universitätsklinikum Frankfurt war er elf Jahre bei Edgar Ungeheuer im Krankenhaus Nordwest. Seit 1971 habilitiert, wurde er 1977 von der Johann Wolfgang Goethe-Universität Frankfurt am Main zum apl. Professor ernannt. 1974 übernahm er als Oberstarzt die Leitung der Abteilung Chirurgie im Bundeswehrzentralkrankenhaus Koblenz. 1980 wechselte er in gleicher Funktion an das Bundeswehrkrankenhaus Ulm. Nach der Umhabilitation gehörte er zur Medizinischen Fakultät der Universität Ulm. 1992 wurde er pensioniert.
Anschließend war er als Nachfolger seines Lehrers Ungeheuer zehn Jahre Generalsekretär der Deutschen Gesellschaft für Chirurgie. Er war Vorsitzender der Vereinigung Mittelrheinischer Chirurgen (1986) und Präsident der Deutschen Gesellschaft für Chirurgie (1991). Als Generalsekretär der DGCH trug Hartel (mit dem Hannoveraner Chirurgen Jürgen Bauch) entscheidend dazu bei, dass das Langenbeck-Virchow-Haus nach einem zehnjährigen Rechtsstreit durch ein Urteil des Bundesverwaltungsgerichts zurückgewonnen werden konnte. Von 1994 bis 2000 war Hartel stellvertretender Präsident der Arbeitsgemeinschaft der Wissenschaftlichen Medizinischen Fachgesellschaften.

## Ehrungen
- Ehrenmitglied
  - Berliner Medizinische Gesellschaft[2]
  - Deutsche Gesellschaft für Anästhesiologie und Intensivmedizin (1999)
  - Vereinigung der Bayerischen Chirurgen[2]
  - Vereinigung Mittelrheinischer Chirurgen[2]
  - Vereinigung Norddeutscher Chirurgen[4]
- Ritterorden vom Heiligen Grab zu Jerusalem (1976)
- Ernst-von-Bergmann-Gedenkmünze in Gold der DGCH (2002)
- Bundesverdienstkreuz am Bande (2002)

## Schriften
- Das Theodor-Billroth-Geburtshaus in Bergen auf Rügen. Ursprung – Lebensweg – Gedenkstätte. Wallstein-Verlag 2010, ISBN 978-3-8353-0645-5.